# أوبن مايند كومون سينس
أوبن مايند كومون سينس (OMCS) كان مشروع ذكاء اصطناعي تأسس في معهد ماساتشوستس للتكنولوجيا في مختبر أبحاث ميديا لاب. كان الهدف من هذا المشروع هو بناء واستخدام قاعدة بيانات تحتوي على معلومات بديهية (بديهيات) يقوم بالمساهمة ببنائها آلاف الأشخاص حول العالم. بدأ تأسيس المشروع في عام 1999 وتوقف في عام 2016.
منذ تأسيسه، تم جمع أكثر من مليون معلومة باللغة الإنجليزية، من خلال أكثر من 15000 مساهمة بالإضافة إلى معلومات من عدة قواعد بيانات بلغات مختلفة. تمت بناء معظم برمجية أوبن مايند كومون سينس على ثلاث تمثيلات مترابطة: الجزء الأساسي والطبيعي الذي يتفاعل معه الأشخاص بشكل مباشر وشبكة دلالية تُبنى على هذا الجزء الأساسي وتسمى ConceptNet بالإضافة إلى تمثيل لـConceptNet قائم على المصفوفات (Matrix-Based) ويسمى AnalogySpace الذي يستطيع أن يضيف معلومات جديدة إلى القاعدة باستخدام تخفيض الأبعاد.
استخدمت المعلومات التي تم جمعها في قاعدة بيانات أوبن مايند كومون سينس لإنجاز مشاريع بحثية في ميديا لاب وغيرها من المختبرات البحثية.

## تاريخ
كان مشروع أوبن مايند كومون سينس  من بنات أفكار مارفن مينسكي وبوش سينغ وكاثرين هافاسي وآخرين غيرهم. بدأ تطوير المشروع في سبتمبر 1999 وكُشف عنه عبر الإنترنت بعد عام من بدء تطويره. وصفت «هافاسي» هذا المشروع في أطروحتها بأنه «محاولة لاستغلال قوة الحوسبة البشرية الموجودة على الإنترنت، وهي فكرة كانت في ذاك الوقت ما تزال في مراحلها لأولى.» 
كان شكل أوبن مايند كومون سينس الأولي متأثر بموقع Everything2 وما سبقه، كما تم تقديمه من خلال واجهة بسيطة مستوحاة من واجهة جوجل.
كان من المقرر أن يصبح بوش سينغ أستاذاً في مختبر ميديا لاب ويقوم بقيادة مجموعة كومون سينس الحاسوبية عام 2007. لكن ذلك لم يكن، بسبب انتحاره في 28 فبراير عام 2006.

## قاعدة البيانات والموقع الإلكتروني
تحتوي قاعدة بيانات أوبن مايند كومون سينس  على معلومات متعددة ومختلفة. بعض العبارات التي من الممكن الحصول عليها توضح العلاقة بين الأشياء أو الأحداث بلغة بسيطة وطبيعية. بعض الأمثلة على هذه العبارات تتضمن: «يُستخدم المعطف للتدفئة» و «الشمس شديدة الحرارة» و«آخر ما تقوم به عند طهو العشاء هو غسل الأواني». تحتوي قاعدة البيانات كذلك على عبارات تنقل الحالة العاطفية في موقف معينة. بعض هذه العبارات تشمل: «قضاء الوقت مع الأصدقاء يجلب السعادة» و«التعرض لحادث تصادم سيارات يسبب الغضب». تتحدث أيضا بعض العبارات عن رغبات الناس وأهدافهم مثل: «يريد الناس أن يتم احترامهم» و «يريد الناس قهوة جيدة».
في البداية، كان من الممكن إدخال هذه العبارات إلى الموقع الإلكتروني كجمل نصية غير مقيّدة وكان لابد من تحليلها لاحقاً. لاحقا أصبح الموقع يجمع المعلومات من خلال قوالب ملء فراغ منظمة.
قاعدة بيانات أوبن مايند كومون سينس بشكلها الأصلي كانت عبارة عن مجموعات من هذا العبارات القصيرة التي تنقل معلومات بديهية لكن، ولأجل استخدام هذه القاعدة بشكل محوسب، كان من الضروري تمثيلها بشكل أكثر تنظيماً.

## ConceptNet
ConceptNet هي شبكة دلالية تعتمد على المعلومات الموجودة في قاعدة بيانات أوبن مايند كومون سينس. يتم التعبير عن هذه الشبكة كرسم بياني تكون فيه العقد هي المفاهيم والخطو هي العلاقات الدلالية لهذه المفاهيم وهي تأكيدات للبديهيات. تمثل المفاهيم مجموعة من الجمل وثيقة العلاقة باللغة العادية، والتي يمكن أن تكون جمل إسمية، أو جمل فعلية أو جمل صفة أو أشباه جمل.
عام 2007 تمت إعادة تنظيم هياكل البيانات التي تشكلها ConceptNet ونُشرت لاحقا تحت مسمى ConceptNet3.
في عام 2010، قامت «هافاسي» مع روبين سبير ودينيس كلارك وجيسون ألونسو بإنشاء شركة Luminoso للذكاء الاصطناعي وتحليل النصوص. وهي شركة مبنية على ConceptNet.
فتستخدم الشركة ConceptNet كمعجم لغوي أساسي لمساعدة الشركات على فهم الكميات الهائلة من البيانات النوعية، كاستطلاعات الرأي ومراجعات المنتجات ووسائل التواصل الاجتماعي، التي تحصل عليها.

## أدوات التعلم الآلي
يمكن استخدام المعلومات الموجودة في قواعد بيانات ConceptNet كأساس لخوارزميات التعلم الآلي. إحدى التمثيلات، والتي تسمى AnalogySpace، تستخدم تفريق القيمة المنفردة لتعميم وتمثيل الأنماط المعرفية الموجودة في ConceptNet بطريقة تجعلها قابلة للاستخدام من قبل تطبيقات الذكاء الاصطناعي. نشر مؤسسوها مجموعة أدوات تعلم آلي بلغة بايثون تسمى ديفيسي، وهي تستخدم قواعد بيانات منظمة مثل ConceptNet بالإضافة إلى أجسام نصية وخليط بين الطريقتين لتأدية وظيفة التعلم الآلي.

## مقارنة بمشاريع أخرى
من المشاريع المشابهة لمشروع أوبن مايند كومون سينس: Never Ending Language Learning ومايندبكسل (متوقف) وسي واي سي وLearner وسينتيكنت وفريبيس وياجو ودي بي بيديا وأسئلة أوبن مايند 1001 والتي قامت بالبحث عن طرق بديلة لجمع البيانات وتوفير حوافز للمشاركة.
يختلف مشروع أوبن مايند كومون سينس عن سي واي سي بتركيزه على تمثيل المعلومات البديهية التي جمعها على شكل جمل باللغة الإنجليزية، بدلاً من استخدام بنية منطقية رسمية.
هناك أيضًا مبادرة برازيلية تسمى أوبن مايند كومون سينس في البرازيل (OMCS-Br)، التي كانت تحت قيادة «مختبر التفاعل المتقدم» في الجامعة الفيدرالية في ساو كارلوس (LIA-UFSCar).
بدأ هذا المشروع في عام 2005، بالتعاون مع مجموعة وكلاء البرمجيات في ميديا لاب، بهدف جمع بيانات العبارات البديهية باللغة البرتغالية البرازيلية واستخدامها لتطوير تطبيقات برمجية مدركة للثقافة.